# Malmö FF (féminines)
Ne doit pas être confondu avec le FC Rosengård, qui avait repris l'équipe du Malmö FF en 2007.
Maillots
Actualités
La section féminine du Malmö FF est un club féminin de football suédois basé à Malmö.

## Histoire

### Les débuts historiques
Le 7 septembre 1970, le club de football masculin du Malmö FF prend la décision de créer une équipe féminine. Celle-ci est nommée Malmö FF Dam. L'équipe remporte le championnat de Suède en 1986, 1990, 1991, 1993 et 1994, ainsi que la Coupe de Suède de football féminin en 1990 et 1997.
Séparée du club masculin depuis 2004, la section, en proie à des difficultés financières, est reprise par un entrepreneur en 2007 et prend le nom de LdB FC Malmö. Elle deviendra en 2013 la section féminine du FC Rosengård.

### La renaissance depuis 2019
En 2019, le Malmö FF décide de reformer une section féminine. Le club démarre en quatrième division, avec une équipe bien supérieure au niveau du championnat, et termine invaincue avec 139 buts inscrits sans en encaisser aucun. Elle obtient ensuite la promotion dans la division supérieure chaque saison. Le club a des moyens matériels du niveau des meilleurs clubs de première division : l'effectif est entièrement professionnel et dispose d'un staff à temps plein.
En 2024, le club recrute Mia Persson chez son rival Rosengård, puis remporte l'Elitettan, la deuxième division suédoise, et retrouve le Damallsvenskan pour la première fois depuis 2007. C'est alors le club féminin le plus riche de Suède. Pour sa première saison dans l'élite, le club fait jeu égal avec les cadors du championnat. Le club continue d'investir en recrutant notamment la gardienne de l'équipe de Suède Zećira Mušović.

## Rivalités
Le Malmö FF dispute le derby de Malmö face au FC Rosengård, situé à seulement 2,5 km. Lors du premier derby, le 8 mars 2025, Malmö ouvre le score mais Rosengård finit par égaliser en toute fin de match et décroche le match nul (1-1). Plus de 8 000 spectateurs assistent à ce derby.